# Jim Eakins
Pour les articles homonymes, voir Eakins.
James Scott « Jim » Eakins, né le 24 mai 1946 à Sacramento, en Californie, est un ancien joueur américain de basket-ball. Il évolue au poste de pivot.

## Palmarès
- Meilleur passeur ABA 1969, 1976
- 1 fois All-Star ABA (1974)